# Registeel
Registeel és una de les espècies que apareixen a la franquícia Pokémon.